# LaserScope
El LaserScope (también llamada Gun Sight en Japón), es básicamente un periférico desarrollado por Konami en 1990 para la consola Nintendo Entertainment System. Este dispositivo destaca principalmente por su tecnología por control de voz ya que esta, permitía a los jugadores disparar en videojuegos con tan solo pronunciar palabras clave como puede ser “fire". Aunque presentaba características técnicas, la verdad, bastante innovadoras para su época, la implementación de estas características resultó algo menos efectiva de lo esperado, por lo que llevó a su rápida desaparición del mercado.

## Características técnicas
El LaserScope es un dispositivo que, por una parte, combina la funcionalidad de una pistola de luz, similar a la Zapper de Nintendo, y por otro lado se junta con un sistema de control por voz. Esta se colocaba en la cabeza a modo de casco y su diseño permitía que el jugador disparara simplemente diciendo "fire" u otras palabras previamente designadas en el micrófono, lo cual eliminaba la necesidad de un botón físico. 
Este periférico constaba de dos partes principales:
Los auriculares: El dispositivo principalmente tenía dos almohadillas que hacía la función de auriculares para de esta manera escuchar el audio del juego directamente sin la necesidad de usar los altavoces del televisor. Este sonido podía controlarse con una pequeña rueda de volumen situada en uno de los lados del LaserScope.
El micrófono y la mira: La mira estaba diseñada para apuntar a la pantalla y el micrófono estaba situado cerca de la boca del jugador, para de esta manera captar los comandos de voz para disparar. Cualquier palabra medianamente aguda o con suficiente volumen activaba la función de disparo, ya que el micrófono no distinguía entre comandos específicos, sino que se activaba al detectar sonidos altos.
Además, el LaserScope se conectaba a la NES mediante un cable al puerto de entrada de los mandos y también se conectaba a la salida de audio de la consola para así transmitir el sonido a los auriculares. Una de las características que hacía único a este dispositivo es que contaba con un interruptor adicional permitía alternar entre el audio de la NES y estéreo.
Pese a lo bueno de su innovación, uno de los principales problemas del LaserScope era su excesiva sensibilidad ya que, cualquier sonido fuerte, incluso ajeno al juego, podía activar el disparo, lo que disminuía la precisión y hacía la experiencia bastante frustrante.

## Gameplay
El LaserScope se diseñó para ofrecer una experiencia de juego más inmersiva ya que al no necesitar un botón para disparar, los jugadores podían concentrarse en apuntar con la mirilla integrada e intentar controlar el disparo mediante su voz, algo que, en la época, se promocionaba como revolucionario.
El periférico básicamente era compatible con cualquier juego que utilizara la Zapper. Sin embargo, a pesar de esta compatibilidad, los problemas de control por voz afectaron bastante a la experiencia de juego en muchos de los títulos. En juegos de disparo como Laser Invasion (1990) que fue diseñado específicamente para promocionar el dispositivo, la función de disparo por voz funcionaba correctamente, pero en otros juegos, como Operation Wolf o Adventures of Bayou Billy, la falta de precisión del LaserScope hacía la experiencia de juego menos satisfactoria en comparación con la Zapper, que ofrecía un control un tanto más directo y fiable.

## Ejemplos de juegos
El LaserScope fue lanzado en un pack junto con el juego Laser Invasion, un videojuego de Konami que mezclaba géneros como el shooter en primera persona y las simulaciones de vuelo. Este juego fue el principal en promocionar el LaserScope, ya que permitía al jugador disparar a los enemigos mediante comandos de voz.
Además de Laser Invasion, otros juegos compatibles con la Zapper también podían usarse con el LaserScope, como Operation Wolf y Adventures of Bayou Billy. En estos juegos, los jugadores debían disparar a enemigos o elementos en pantalla y para ser realistas, el uso del LaserScope, no ofrecía una ventaja significativa sobre la Zapper debido a los problemas mencionados con el reconocimiento de voz.